# Eutheria
Cet article concerne l'ensemble de la lignée comprenant des espèces éteintes non placentaires. Pour l'utilisation courante de ce taxon pour désigner les mammifères placentaires, voir Placentalia.
Clade
Taxons de rang inférieur
- † Cimolesta et autres (voir texte)
- Placentalia (les Placentaires)

Les Euthériens (Eutheria) (du grec εὖ / eũ, « bien », et θηρίον / thēríon, « bête sauvage ») constituent la branche de mammifères thériens regroupant les Placentaires et toutes les espèces plus proches de ces derniers que des Marsupiaux, qui sont eux inclus dans le taxon frère des Métathériens. D'origine laurasiatique, les espèces basales étaient de petits insectivores arboricoles. Le plus vieil euthérien connu, † Juramaia, est daté d'il y a -160 Ma d'après les registres fossiles,.
À l'exception de l'Opossum de Virginie qui est un marsupial, tous les mammifères actuels indigènes d'Europe, d'Afrique, d'Asie, d'Amérique du Nord et au nord du Mexique sont euthériens.

## Caractéristiques
Les euthériens se distinguent des autres mammifères par divers aspects squelettiques, systémiques (développement, appareils reproducteurs, etc.) et écologiques.

### Squelette
Concernant les fossiles de mammifères primitifs, un consensus s'est fait autour de la formule dentaire : les Euthériens fossiles, en formule complète, avaient au maximum trois paires de molaires par mâchoire ; quand les Métathériens en avaient quatre en formule complète.

### Appareils reproducteurs
Par rapport aux Métathériens, il existe des différences évolutives dans le développement des canaux de  Wolff et  Müller,,, résultant en un pénis non bifide chez les mâles et les trompes de Fallope débouchant dans une cavité utérine commune (elle-même débouchant sur un vagin unique) chez les femelles.

#### Développement embryonnaire
Bien qu'il soit difficile de reconstituer les parties molles, la confrontation des données morphologiques (en particulier un bassin osseux encore très étroit chez les euthériens primitifs) avec les dernières découvertes phylogénétiques incite à considérer qu'au niveau basal de ce clade et bien que la naissance s'effectuait probablement à un état encore larvaire, le placenta ancestral des premiers euthériens était déjà hémochorial.
En ce sens, la gestation prolongée chez les Placentaires vrais a une relation d'exaptation vis-à-vis du placenta hémochorial, à l'image de la plume qui a précédé le vol chez les oiseaux.

### Cerveau
Les Euthériens sont les seuls mammifères à posséder un corps calleux.

### Écologie, morphologie, et histoire évolutive
La nécessité chez les marsupiaux de conserver des membres antérieurs adaptés à la reptation de la larve marsupiale vers les mamelles, ainsi que la très longue et très précoce période d'allaitement au cours du développement, seraient deux facteurs de survie et développement de l'organisme assez contraignants, qui pourraient contribuer à limiter la diversification morphologique des épaules et des crânes au sein des Métathériens, résultant notamment en une moindre occurrence d'espèces adaptées aux  vols ou à la vie aquatique au sein de ce clade.
De manière similaire, la viviparité hémotrophe des Euthériens contraint l'évolution du système immunitaire maternel (tolérance immunitaire durant la grossesse) et du développement embryonnaire (placenta).
Des recherches récentes mettent en évidence certaines divergences en cours d'investigation au niveau des  gènes soumis à empreinte parentale. L'une des divergences de ce type parmi les plus connues reste l'inactivation du chromosome X, aléatoire chez les femelles euthériennes mais soumise à empreinte paternelle chez les métathériennes.

## Classification
Liste des taxons selon le GBIF:
- Superorder

Leptictida (McKenna, 1975)
- Superorder

Mutica Linnaeus, 1766
- Superorder

Paraxonia (Marsh, 1884)
- Superorder

Therictoidea Gregory, 1910
- Order

Bibymalagasia (MacPhee, 1994)
- Order

Cimolesta McKenna, 1975
- Order

Notopterna Soria, 1984
- Order

Proteutheria (Romer, 1966)
- Order

Taeniodonta (Cope, 1876)
- Order

Trogontia Haeckel
- Superfamily

Kennalestoidea Kielan-Jaworowska, 1981
- Superfamily

Zalambdalestoidea (Gregory & Simpson, 1926)
- Family

Adapisoriculidae Van Valen, 1967
- Family

Didymoconidae (Kretzoi, 1943)
- Family

Holoclemensiidae Aplin & Archer, 1987
- Family

Horolodectidae Scott, 2019
- Family

Mingotheriidae Schoch, 1985
- Family

Nanocuridae Fox et al., 2007
- Family

Oligoryctidae Asher et al., 2002
- Family

Zhelestidae Nessov, 1990
- Genus

Acristatherium Hu et al., 2010
- Genus

Ambolestes Bi et al., 2018
- Genus

Durlstodon Sweetman et al., 2017
- Genus

Durlstotherium Sweetman et al., 2017
- Genus

Endotherium Shikama, 1947
- Genus

Eomaia Ji et al., 2002
- Genus

Hovurlestes Lopatin & Averianov, 2018
- Genus

Indoclemensia Wilson Mantilla et al., 2022
- Genus

Juramaia Luo et al., 2011
- Genus

Montanalestes Cifelli, 1999
- Genus

Palaeorycteropus Filhol, 1894
- Genus

Paranyctoides Fox, 1979
- Genus

Prokennalestes Kielan-Jaworowska & Dashzeveg, 1989
- Genus

Sahnitherium Rana & Wilson, 2003
- Genus

Sazlestes Nessov, 1997
- Genus

Sinodelphys Luo et al., 2003
- et Placentalia (Owen, 1837), le groupe-couronne des Placentaires avec les espèces actuelles.

## Phylogénie et évolution
La plus ancienne espèce d'Euthériens connue est Juramaia sinensis, placé parmi les Euthériens car étant plus proche d'Eomaia que de Sinodelphys par exemple, mais au rang le plus basal. Il serait le groupe-frère de tous les autres Euthériens connus. Daté plus de 160 millions d’années, repoussant de 35 millions d’années la date putative de divergence des Métathériens et des Euthériens, qui avait été déduite à 130 millions d’années de l’âge de Sinodelphys (le plus ancien métathérien alors connu) et de Eomaia (le précédent plus ancien euthérien connu), tous deux âgés de 125 millions d’années et également retrouvés en Chine. Les données moléculaires récentes suggèrent un âge de 143 à 178 millions d’années pour la divergence entre ces deux branches.
Phylogénie simplifiée des Euthériens d'après Luo et al., 2011 :
|  | †Juramaia                                                                                   |
|  |                                                                                             |
|  | †Montanalestes                                                                              |
|  |                                                                                             |
|  | \| \| †Eomaia \| \| \| \| \| \| †Murtoilestes \| \| \| \| \| \| †Prokennalestes \| \| \| \| |
|  |                                                                                             |
|  | autres euthériens avec Placentalia                                                          |
|  |                                                                                             |
|  | †Eomaia                                                                                     |
|  |                                                                                             |
|  | †Murtoilestes                                                                               |
|  |                                                                                             |
|  | †Prokennalestes                                                                             |
|  |                                                                                             |

|  | †Eomaia         |
|  |                 |
|  | †Murtoilestes   |
|  |                 |
|  | †Prokennalestes |
|  |                 |

|  | (Marsupialia) |
|  |               |

|  | †Juramaia                                                                                   |
|  |                                                                                             |
|  | †Montanalestes                                                                              |
|  |                                                                                             |
|  | \| \| †Eomaia \| \| \| \| \| \| †Murtoilestes \| \| \| \| \| \| †Prokennalestes \| \| \| \| |
|  |                                                                                             |
|  | autres euthériens avec Placentalia                                                          |
|  |                                                                                             |
|  | †Eomaia                                                                                     |
|  |                                                                                             |
|  | †Murtoilestes                                                                               |
|  |                                                                                             |
|  | †Prokennalestes                                                                             |
|  |                                                                                             |

|  | †Eomaia         |
|  |                 |
|  | †Murtoilestes   |
|  |                 |
|  | †Prokennalestes |
|  |                 |

|  | (Marsupialia) |
|  |               |

## Sources
- (en) Cet article est partiellement ou en totalité issu de l’article de Wikipédia en anglais intitulé « Eutheria » (voir la liste des auteurs).